# Lógica cuántica

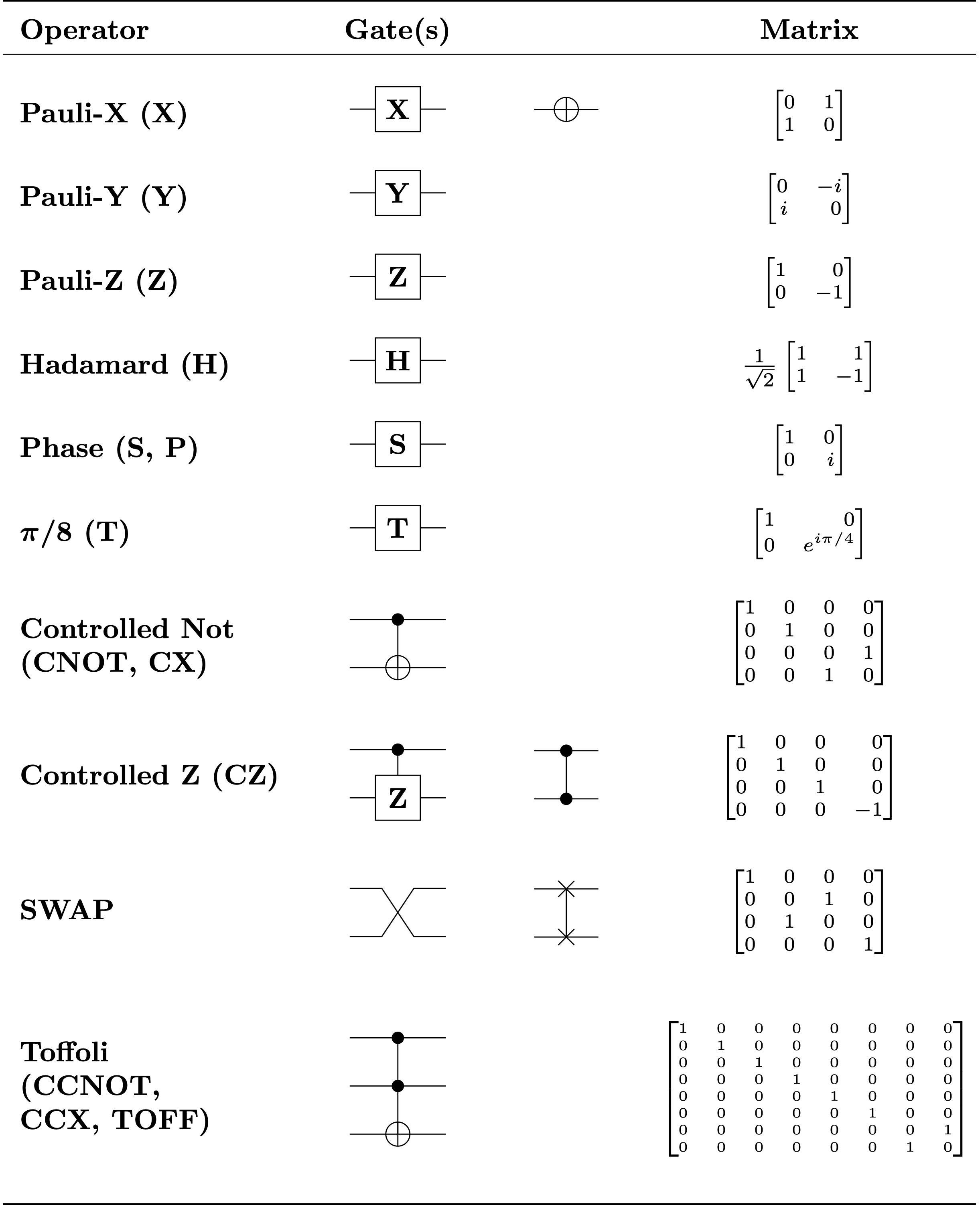
Puertas lógicas cuánticas más comunes por nombre, forma(s) de circuito y matrices

En física, la lógica cuántica es el conjunto de reglas algebraicas que rigen las operaciones para combinar y los predicados para relacionar proposiciones asociadas a acontecimientos físicos que se observan a escalas atómicas.
Ejemplos de tales proposiciones son aquellas relativas al momento lineal o a la posición en el espacio de un electrón. La lógica cuántica puede considerarse como un sistema formal paralelo al cálculo proposicional de la lógica clásica, donde en esta última, las operaciones para combinar proposiciones son las conectivas lógicas y los predicados entre proposiciones son equivalencia e implicación. La lógica cuántica fue creada con el propósito de tratar matemáticamente las anomalías relativas a la medición, como el principio de incertidumbre, en la mecánica cuántica. Estas surgen por la medición simultánea de observables complementarios en escalas atómicas. 
La expresión "lógica cuántica" también se refiere a la rama interdisciplinária de física, matemática, lógica y filosofía que estudia el formalismo y las bases empíricas de estas reglas algebraicas. Cabe destacar que la lógica cuántica es una disciplina científica independiente y con objetivos diferentes a los de la informática cuántica, aunque ambas dependen, por supuesto, de la física cuántica.

## Introducción
El concepto de lógica cuántica fue propuesto originalmente por Garrett Birkhoff y John von Neumann en 1936. Tal como fue propuesto por estos autores, la lógica cuántica se fundamenta en la idea que el retículo de proyecciones ortogonales en un espacio de Hilbert es la estructura que corresponde en la mecánica cuántica al reticulado de proposiciones en la física clásica. 
La lógica cuántica puede formularse como una versión modificada de la lógica proposicional. Tiene algunas propiedades que la diferencian de la lógica clásica, la más notable siendo que la propiedad distributiva
p y (q o r) = (p y q) o (p y r) 
que es una propiedad básica en la lógica clásica, ya no es válida en la lógica cuántica.
Para explicar porqué la ley distributiva no es válida en lógica cuántica, consideremos una partícula que se desplaza sobre una recta. Sean p, q y r las proposciones siguientes: 
p = "la partícula se dirige hacia la derecha"
q = "la partícula se encuentra en el intervalo [-1,1]"
r = "la partícula se encuentra fuera del intervalo [-1,1]"
Entonces la proposición "q o r" es verdadera. Por lo tanto
p y (q o r) = p
Por otro lado, las proposiciones 
p y q
p y r
son ambas falsas, pues cada una postula valores simultáneos de posición y momento linear con mayor exactitud de lo que sería permitido por la relación de indeterminación de Heisenberg. Por ende,
(p y q) o (p y r) = falso
Concluimos que la ley distributiva es falsa.
La tesis que la lógica cuántica es la lógica apropiada para el raciocinio de manera general ha sido avanzada por varios filósofos y físicos. Entre los proponentes de esta tesis se encuentra el filósofo estadounidense Hilary Putnam, en por lo menos un período en su trayectoria académica. Esta tesis fue un ingrediente importante en su trabajo entitulado "¿Es empírica la lógica?" (en inglés "Is Logic Empirical?") en el cual analizó el fundamento epistemológico de las leyes de la lógica proposicional. Putnam atribuyó la idea que las anomalías asociadas a la medición cuántica surgen de anomalías en la lógica de la física misma al físico David Finkelstein.
La idea que una modificación de las reglas de la lógica sería necesaria para raciocinar correctamente con proposiciones relativas a eventos subatómicos, había existido en alguna forma con anterioridad al trabajo de Putnam. Ideas parecidas, aunque con menos proyección filosófica habían sido propuestas por el matemático George Mackey en sus estudios relacionando cuantización y la teoría de representaciones unitarias de grupos. Sin embargo, el punto de vista más prevaleciente entre los especialistas en fundamentos de mecánica cuántica, es que la lógica cuántica no debe considerarse como un sistema de reglas la deducción. Lo que la lógica cuántica proporciona es un formalismo matemático para relacionar diversos elementos del aparataje de la mecánica cuántica, que son, a saber, observables, filtros físicos para la preparación de estados y los estados mismos. Considerados de esta forma, la lógica cuántica se asemeja más al enfoque algebraico construido a partir de las C*-algebras.

## Proyecciones ortogonales como proposiciones
El enfoque hamiltoniano de la mecánica clásica está constituido por tres elementos fundamentales: 
- El conjunto de estados posibles del sistema,
- observables, propiedades del sistema que se obtienen por procesos de medición,
- dinámica, es decir la manera de evolución a través del tiempo de los estados.

En el caso de una partícula que se mueve en el espacio R3, el espacio de estados (también llamado espacio fásico) es el espacio R6. Los observables son funciones f con valores reales, que son definidas sobre el espacio fásico. Ejemplos de observables son las coordenadas de posición o momento lineal o la energía de una partícula. Para un sistema clásico, el valor de f(x), es decir el valor del observable f, estando el sistema en un determinado estado x, se obtiene por un proceso de medición de f. Las proposiciones concernientes al sistema clásico son creadas a partir de proposiciones básicas, como la siguiente: sean a, b números reales
- El resultado de medir el observable f, es un valor en el intervalo [a, b].

Consideremos una partícula de masa m kilogramos que se mueve en R3, libre de fuerzas externas. Si el observable f es la energía de la partícula, entonces un ejemplo de proposición básica es la que afirma que la energía de la partícula (expresada en Julios), está en el intervalo [a, b]. Esta afirmación equivale a decir que la velocidad v (expresada en unidades de metros/segundo) satisface la desigualdad

{\displaystyle {\sqrt {\frac {2a}{m}}}\leq |v|\leq {\sqrt {\frac {2b}{m}}}}

Es una consecuencia de esta definición de proposición en sistemas físicos clásicos, que la lógica correspondiente, considerada como un sistema algebraico bajo las operaciones de lógica, tiene la estructura de un álgebra de Boole.  De hecho, esta álgebra consiste de subconjuntos del espacio fásico.  En este contexto, por lógica entendemos las reglas algebraicas que rigen las operaciones booleanas, tales como las leyes de De Morgan. Por razones de naturaleza técnica, haremos la suposición que los conjuntos pertenecientes a esta álgebra son precisamente los conjuntos Boreleanos. Además de unión e intersección, el conjunto de proposiciones lleva una relación binaria de orden (es decir la relación de subconjunto) y una operación de complementación.  Esta última corresponde a la negación en lógica. En términos de observables, el complemento de la proposición {f ≥ a} es {f < a}.  
Podemos resumir el punto de vista clásico en la forma a siguiente:
- El conjunto de proposiciones que se pueden afirmar de un sistema físico clásico tiene la estructura de un reticulado. Este reticulado viene equipado además con una operación de ortocomplementación.  Las operaciones (binarias) de mínimo y máximo de este reticulado son respectivamente las operaciones de intersección y unión de conjuntos. La operación de ortocomplementación es el complemento en el espacio fásico.  Este reticulado es además secuencialmente completo,  en el sentido que toda sucesión {Ei}i de elementos del reticulado tiene un supremo

{\displaystyle \operatorname {sup} (\{E_{i}\})=\bigcup _{i=1}^{\infty }E_{i}.}

En la formulación de la mecánica cuántica en espacios de Hilbert tal como fue presentada por von Neumann, un observable se representa por un operador autoadjunto A densamente definido (y posiblemente no-acotado) sobre un cierto espacio de Hilbert. Puesto que A admite una descomposición espectral o resolución de la identidad en términos de una medida de Borel de {\displaystyle \mathbb {R} } (valuada sobre el conjunto de proyectores del espacio). En particular se cumple que:

{\displaystyle f(A)=\int _{\mathbb {R} }f(\lambda )\,d\operatorname {E} _{\lambda }}

En este caso f es la función característica de un intervalo [a, b], y el operador f(A) es una proyección autodajunta, y puede ser interpretada como el análogo cuántico de la proposición clásica:
- El valor de una medición de A cae en el intervalo [a, b].

## El retículo de proposiciones en mecánica cuántica
Las consideraciones anteriores sugieren una estructura que corresponde en la mecánica cuántica al retículo de proposiciones en la mecánica clásica.  
- El reticulado de proposiciones de un sistema cuántico es el reticulado Q de los subespacios cerrados de un espacio de Hilbert. donde la relación de orden entre subespacios cerrados V y W es la relación de subespacio.  Este reticulado está dotado además de una operación llamada de ortocomplementación. Para un subespacio V el ortocomplemento es el espacio ortogonal.

Esta afirmación es en esencia el axioma VII postulado en el libro de Mackey.  
En lo sucesivo, no haremos diferencia entre un subsepacio cerrado V y la proyección ortogonal sobre V. Esta identifcación se justifica por la existencia de una biyección natural entre subespacios cerrados y proyecciones ortogonales.
Tomando como punto de partida el axioma VII, procedemos a definir de una manera formal lo que es un observable y sobre la base de esta definición establecer la correspondenica entre operadores autoadjuntos y observables. La definición es la siguiente:
Un observable según Mackey es un homomorfismo φ cuyo dominio es el retículo de conjuntos borelianos en la recta real R y el codominio es el retículo Q y que preserva límites enumerables.
Esta propiedad quiere decir que si {Si}i es una sucesión de subconjuntos borelianos de R que son disjuntos entre sí, entonces las proyecciones {φ(Si)}i   son también ortogonales entre sí y vale la igualdad

{\displaystyle \varphi \left(\bigcup _{i=1}^{\infty }S_{i}\right)=\sum _{i=1}^{\infty }\varphi (S_{i}).}

Teorema.  Existe una correspondencia biunívoca entre observables en el sentido de Mackey y operador con dominio denso autoadjuntos en el espacio de Hilbert H.
Una aplicación de este tipo, que hace corresponder un operador de proyección ortogonal a cada elemento de una σ-álgebra, es denominada medida espectral.